# Lidský genom
Lidský genom je souhrn veškeré genetické informace zapsané v DNA uvnitř lidských buněk. Většina DNA se nachází uvnitř buněčného jádra a menší část v mitochondriích (tzv. mitochondriální DNA). V tělních buňkách se vyskytuje diploidní jaderný genom, což v praxi znamená, že každý gen je přítomen v buňce dvakrát (výjimkou jsou geny na pohlavních chromozomech u muže).

## Historie výzkumu

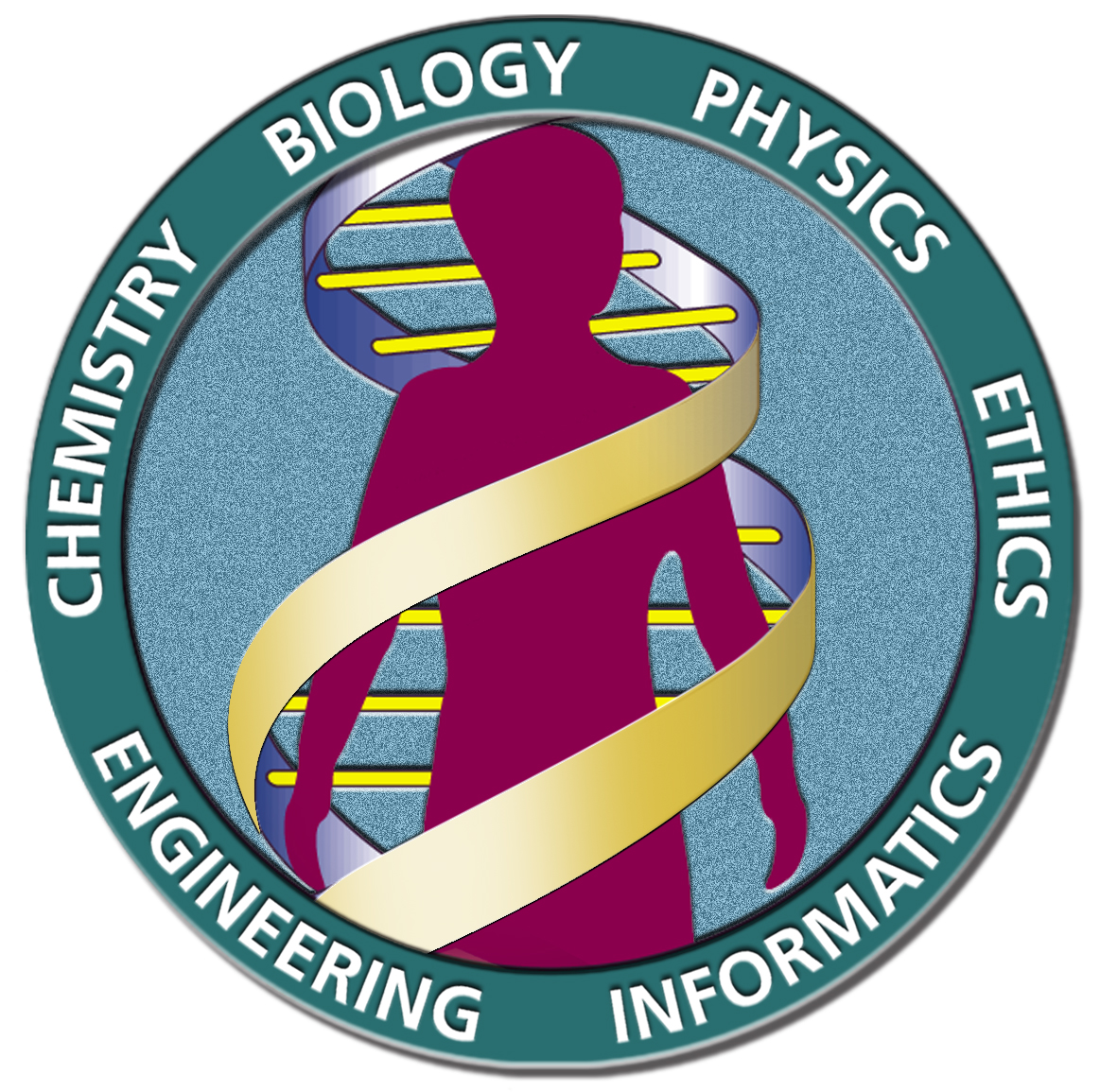
Logo projektu čtení lidského genomu (Human Genome Project)

DNA byla poprvé identifikována v roce 1869 švýcarským lékařem Friedrichem Miescherem, a to v hnisu izolovaném z lékařských bandáží. O její funkci se však dlouho nic nevědělo. Pravou roli DNA jako nositelky genetické informace se podařilo s jistotou určit až v 50. letech 20. století. Ačkoliv se v oblasti genetiky začalo intenzívně bádat, správný počet lidských chromozomů (46) byl zjištěn až v roce 1955. Byla potvrzena role DNA ve vzniku některých onemocnění, takto byl například na chromozomu 4 v roce 1983 objeven gen, jenž může při svém poškození vyvolat Huntingtonovu chorobu. V roce 1987 vznikla první genetická mapa lidského genomu, jež dělila lidskou jadernou DNA na velké množství definovaných úseků (sekvencí). V roce 1990 byl spuštěn Human Genome Project, kladoucí si za cíl přečíst (osekvenovat) celou jadernou DNA člověka; tento projekt byl úspěšně završen v podstatě již v roce 2003. Nové geny se ale nacházely i po roce 2020. Do současnosti však již bylo osekvenováno několik genomů různých lidí, včetně biochemika Jamese Watsona, ale i několika osob, jež si tuto nákladnou proceduru zaplatily. Moderní metody sekvenace ovšem cenu dramaticky snížily a v současnosti je známa sekvence více než tisíce lidských genomů. Zatímco dříve byl počet lidských genů odhadován na 100 000, v současné době jsou kvalifikované odhady pětkrát nižší.

## Jaderná DNA
Lidská jaderná DNA se skládá v haploidním stavu z asi 3,1–3,2 miliardy párů bází (tedy 3,2 Gbp). Kdyby se seřadila jednotlivá vlákna za sebe, byla by vzniklá řada dlouhá asi jeden metr.

### Geny
Lidská jaderná DNA obsahuje 20–25 tisíc genů, což je mimochodem počet genů srovnatelný například s hlísticí Caenorhabditis elegans. Některé prameny udávají pouhých 18 000 genů. Počet nefunkčních genů (pseudogenů) představuje však dalších asi 20 000. Mimo to jsou navíc v lidském genomu roztroušeny poněkud záhadné geny kódující různé druhy malých RNA – např. bylo odhaleno 800 genů pro microRNA. Poměrně nízký počet genů je na druhou stranu efektivně využíván díky tzv. alternativnímu sestřihu (proces, v němž se z jednoho genu může vytvářet několik různých mRNA produktů) – alternativní sestřih se týká asi 35%∼60% genů. Je dále zajímavé, že nejmenší lidský gen má pouze 500 nukleotidů a kóduje jistý histon, největší gen má 2,5 milionu nukleotidů a kóduje bílkovinu dystrofin (nicméně 99% tohoto obřího genu tvoří introny). Lidský genom také ze značné části obsahuje endogenní retroviry.

### Chromozomy

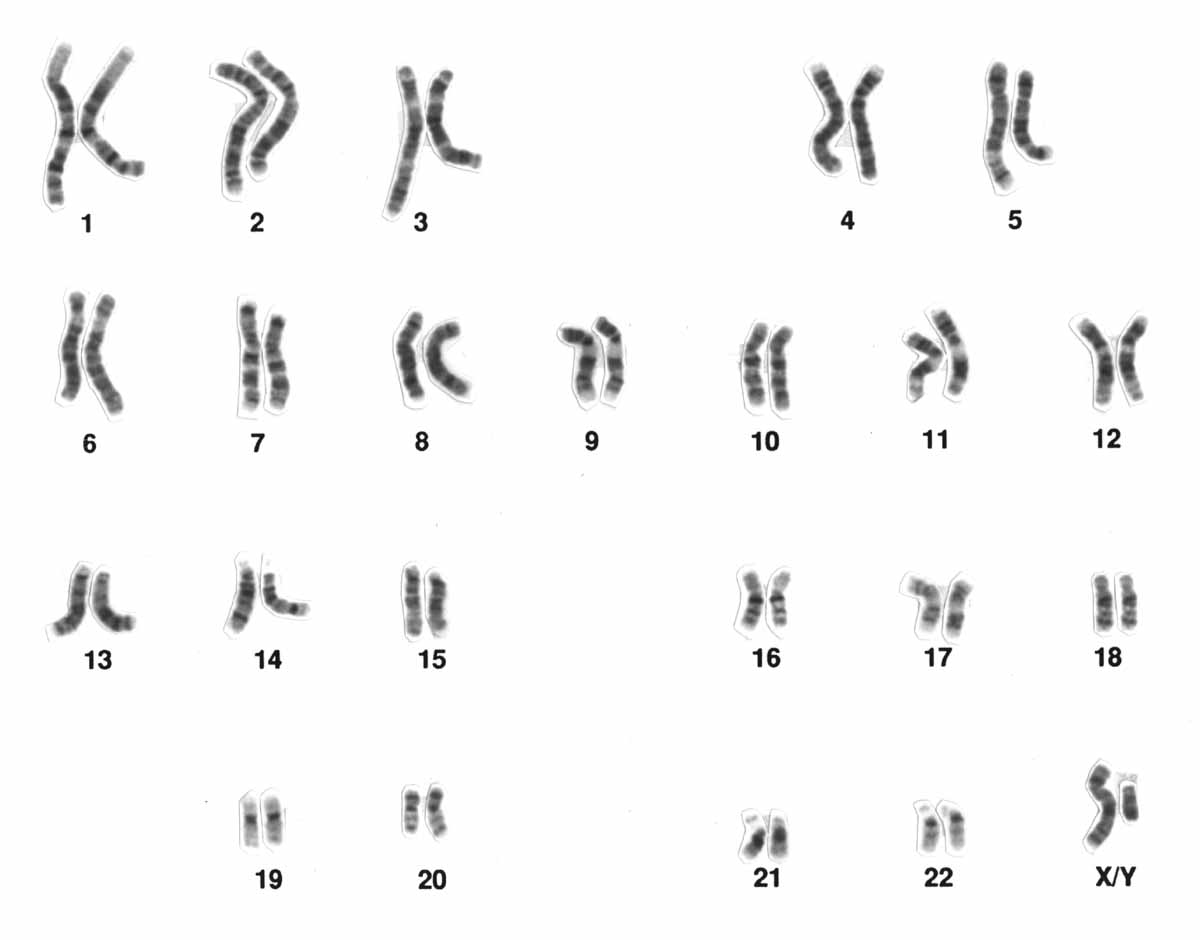
Karyotyp tělní buňky muže, 23 chromozomových párů, z toho jeden XY

Jaderný genom je rozeset po 23 párech chromozomů, z toho jeden pár je představován pohlavními chromozomy X a Y. Samotné geny kódující bílkoviny však tvoří pouhých 1,5% genomu, zbytek představují buď geny kódující různé druhy RNA, nebo různé regulační sekvence, introny a tzv. junk DNA („odpadní“ DNA) bez známé funkce. DNA pocházející z virů např. představuje kolem 9% lidské DNA, virům podobné retrotranspozony činí až 34% z celkové sekvence.
Lidský karyotyp (tedy chromozomální výbava) se dá rozdělit do sedmi skupin podle tvaru a velikosti chromozomů. Speciální pozornost je věnována poloze centromery, na tomto základě se rozlišují u člověka metacentrické, submetacentrické a akrocentrické chromozomy (telocentrické se u člověka nevyskytují; viz také článek chromozom):
- A: chromozomy 1, 2, 3 – velké, metacentrické či nanejvýš mírně submetacentrické chromozomy;
- B: chromozomy 4,5 – velké submetacentrické chromozomy ;
- C: chromozomy 6, 7, 8, 9, 10, 11, 12, X – středně velké submetacentrické chromozomy;
- D: chromozomy 13, 14, 15 – středně velké akrocentrické chromozomy, 13 a 14 na jednom konci chromatidy mají satelity;
- E: chromozomy 16, 17, 18 – krátké metacentrické či submetacentrické chromozomy;
- F: chromozomy 19, 20 – krátké metacentrické chromozomy;
- G: chromozomy 21, 22, Y – krátké akrocentrické chromozomy obsahující satelity (Y je však neobsahuje).

## Mitochondriální DNA
Lidská mitochondriální DNA (mtDNA) má velikost 16 569 párů bází, celkem obsahuje 37 genů, z toho 24 představují geny pro různou nekódující RNA (2 geny pro 16S a 23S rRNA a 22 genů pro tRNA). Zbývajících 13 genů kóduje vlastní mitochondriální polypeptidy podílející se na enzymatické výbavě mitochondrií. Role mitochondriální DNA je pouze doplňková, ačkoliv i poškození některých mitochondriálních genů může způsobit vážná mitochondriální onemocnění.

## Evoluce
Lidé (Homo) se od evoluční linie šimpanzů (Pan), svých nejbližších příbuzných, oddělili před 5 až 7 miliony lety. Hlavní snadno viditelnou změnou je splynutí dvou chromozomů, čímž se počet chromozomů redukoval z 48 na 46, resp. v haploidním genomu z 24 na 23. Touto fúzí vznikl lidský chromozom 2. Z genetického hlediska se však liší genom šimpanze a člověka jen velmi málo: udává se, že je genetická informace z 95–99% zcela identická. Za některé rozdíly mezi genomem člověka a šimpanze jsou zodpovědné převážně genové duplikace a v menší míře i substituce v rámci jednoho nukleotidu (SNP). Proteiny kódované těmito geny se obvykle liší nanejvýš 1–2 aminokyselinami. Přesto existují i výjimky – některé studie zveřejňují seznamy genů, které se na cestě mezi šimpanzem a člověkem zásadně změnily. Mezi ně patří například lidský gen FOXP2, který, pokud je u člověka zmutován, způsobuje vážné vady řeči. To by mohlo znamenat, že se tento gen účastnil vývoje mezilidské komunikace. Do podobných souvislostí se dává i delece v genu MYH16, která způsobuje, že je u člověka jím kódovaný protein nefunkční, zatímco u ostatních primátů se tento protein možná podílí na vývoji kousacích svalů. Další pozměněné geny podle různých studií způsobují, že je člověk náchylnější či odolnější k různým nemocem.
V posledních několika letech byla zveřejněna i část genomu neandertálce (Homo sapiens neanderthalensis), a proto je možno činit srovnání moderního člověka s jeho poměrně blízkým příbuzným. Genom neandertálce je totiž podobný genomu moderního člověka z 99,5%. K oddělení linie vedoucí k modernímu člověku od linie neandertálské došlo pravděpodobně před asi 500 000 lety. Výše zmíněný gen FOXP2 je u neandertálců stejný, jako u moderního člověka. Zdá se také, že byli podobně jako cca polovina současných lidí v dospělosti neschopní trávit laktózu.
I současné lidstvo však není geneticky uniformní, naopak se dají vysledovat různé linie, označované v populační genetice jako haploskupiny. Obvykle se z tohoto hlediska zkoumá chromozom Y (viz heslo Adam chromozomu Y), případně mitochondriální DNA (viz mitochondriální Eva). Byly vystopovány jednotlivé varianty těchto částí genomu. Například je známo, že Abraham Lincoln pocházel z haploskupiny R1b1c, byl tedy zřejmě příbuzný například irskému středověkému králi Niallovi Noigíallachovi (rovněž haploskupina R1b).
Co se týká odlišnosti člověka od méně příbuzných druhů živočichů, i tam se dá najít značná podobnost. V lidském genomu bylo nalezeno několik stovek míst o délce více než 200 bp, které se na 100% shodují s genomem potkana a myši – tyto sekvence jsou zřejmě místa pro navázání speciálních transkripčních faktorů.